# Commandement de la logistique des forces
Le commandement de la logistique des forces (COM-LOG) est une unité militaire de l'Armée de terre française.

## Présentation

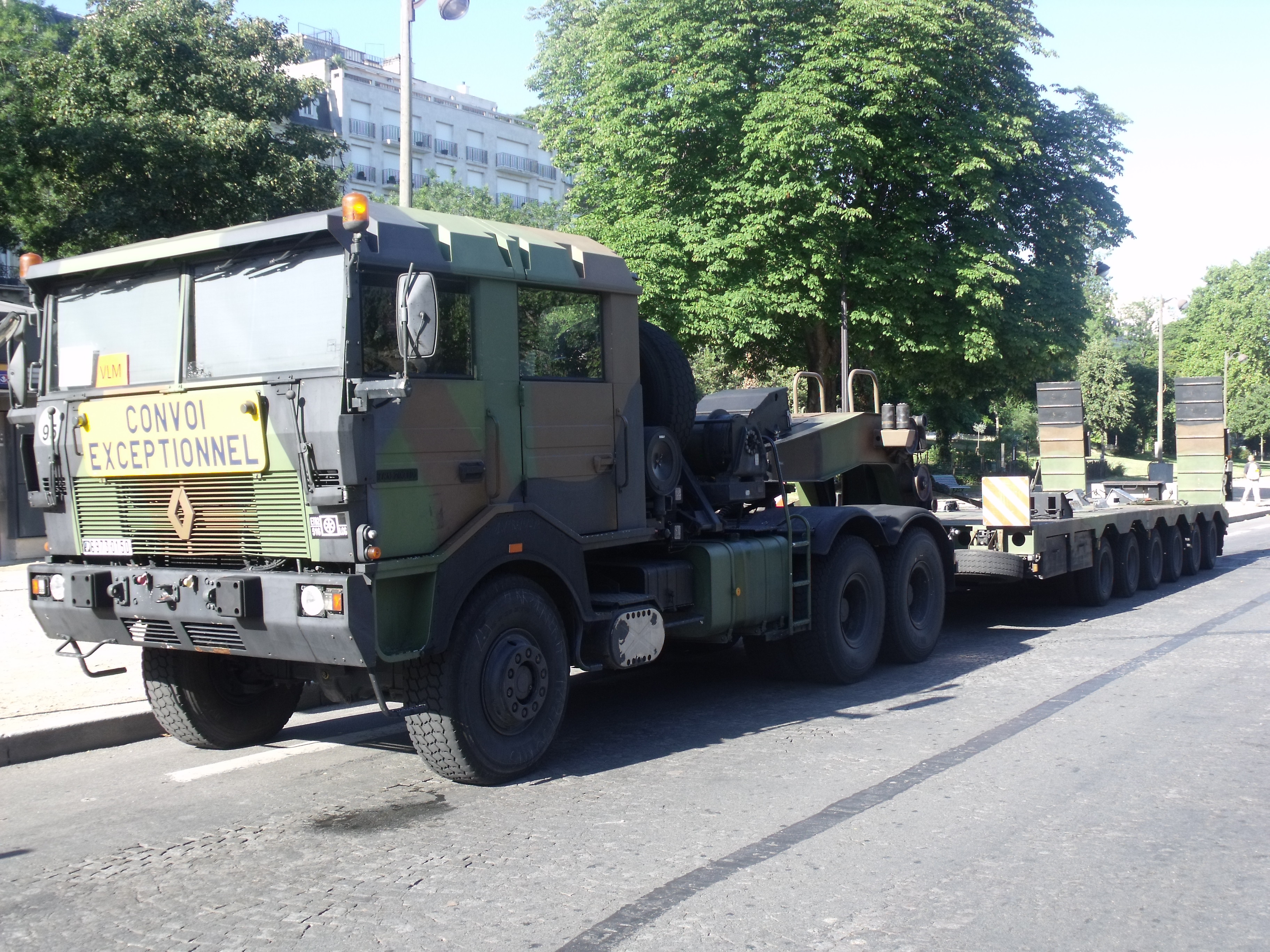
Un Renault TRM 700-100 porte-chars du RT le 14 juillet 2017.

Ce commandement, du niveau divisionnaire, est créé le 1er juillet 2016 dans le cadre de la réorganisation de l'Armée de terre « Au contact ». Il comportait des personnels provenant de l'ancienne division logistique du commandement des forces terrestres de Lille et de l’état-major de la 1re brigade logistique de Montlhéry et reprend le rôle du commandement de la force logistique terrestre actif de 1998 à 2009 et du 1er commandement logistique actif de 1972 à 1998.
Son état-major était basé à Lille, il dispose également d'un poste de commandement de force logistique (PCFL) à Montlhéry.
Le commandement de la logistique des forces a participé au défilé militaire du 14 juillet 2016 et a commandé le défilé des troupes motorisées à Paris le 14 juillet 2019 et 2021.
Le 1er commandement logistique est créé en 1972. Son rôle consiste à gérer les approvisionnements, transports de troupes et de matériel et soutenir les groupements de forces. Il est l’héritier de la base d’opérations 901 de la 1re armée créée en 1944. Il devient le commandement de la logistique des forces par changement de nom du 1er COMLOG.
Dans le cadre de la réorganisation de l'armée de terre il est dissous en 2024. Ses missions sont reprises par la brigade logistique et le Commandement de l’Appui et de la Logistique de Théâtre

## Composition
| Unité                                                                                         | Abréviation               | Localisation                                            |
| --------------------------------------------------------------------------------------------- | ------------------------- | ------------------------------------------------------- |
| Poste de commandement de force logistique                                                     | PCFL                      | Montlhéry                                               |
| Centre des transports et transits de surface                                                  | CTTS                      | Ollainville                                             |
| École du train et de la logistique opérationnelle                                             | ETLO                      | Bourges                                                 |
| 14e régiment d'infanterie et de soutien logistique parachutiste                               | 14e RISLP                 | Toulouse                                                |
| 24e régiment d’infanterie                                                                     | 24e RI                    | Vincennes et Versailles                                 |
| 121e régiment du train                                                                        | 121e RT                   | Montlhéry                                               |
| Centre de formation initiale des militaires du rang de la logistique - 135e régiment du train | CFIM logistique - 135e RT | Montlhéry                                               |
| 503e régiment du train                                                                        | 503e RT                   | Nîmes                                                   |
| 511e régiment du train                                                                        | 511e RT                   | Auxonne                                                 |
| 515e régiment du train                                                                        | 515e RT                   | Brie-La Braconne                                        |
| 516e régiment du train                                                                        | 516e RT                   | Toul-Écrouves                                           |
| 519e régiment du train                                                                        | 519e RT                   | Toulon-Ollioules                                        |
| Régiment médical                                                                              | RMED                      | La Valbonne (Béligneux)                                 |
| 5 Escadrons d'Instruction élémentaire de conduite                                             | EIEC                      | Mourmelon-Sissone-Monthléry-La Valbonne- Castelsarrasin |
| École du train et de la logistique opérationnelle                                             | ETLO                      | Bourges                                                 |

## Missions
Le COM LOG avait pour mission de coordonner et d’assurer la préparation opérationnelle logistique des unités de l’armée de Terre et des logisticiens nécessaires aux engagements, d’optimiser l’emploi des capacités d’acheminements routiers de l’armée de Terre, d’armer les structures de commandement logistique opératif.
Il assurait le continuum formation-entraînement-engagement opérationnel des unités de la logistique opérationnelle et assurait une présence permanente sur l’ensemble des théâtres d’opérations.

Il veillait à la cohérence du domaine de la logistique opérationnelle tout en étant l’intégrateur et le pôle de référence pour l’interarmées sous l’autorité fonctionnelle du centre de soutien des opérations et des acheminements (CSOA).